# Scorpiops deccanensis
Espèce
Synonymes
- Neoscorpiops deccanensis (Tikader & Bastawade, 1977)

Scorpiops deccanensis est une espèce de scorpions de la famille des Scorpiopidae.

## Distribution
Cette espèce est endémique du Maharashtra en Inde. Elle se rencontre vers Pune.

## Description
Le mâle holotype mesure 55 mm.

## Systématique et taxinomie
Cette espèce a été décrite par Tikader et Bastawade en 1977. Elle est placée dans le genre Neoscorpiops par Kovařík en 1998. Elle est replacée dans le genre Scorpiops par Kovařík, Lowe, Stockmann et Šťáhlavský en 2020.

## Étymologie
Son nom d'espèce, composé de deccan et du suffixe latin -ensis, « qui vit dans, qui habite », lui a été donné en référence au lieu de sa découverte, le Deccan.

## Publication originale
- Tikader & Bastawade, 1977 : « A new species of scorpion of the genus Scorpiops Peter (family Vejovidae) from India. » Journal of the Bombay Natural History Society, vol. 74, no 1, p. 140-144 (texte intégral).